# UFC on ESPN: Holm vs. Bueno Silva
UFC on ESPN: Holm vs. Bueno Silva (también conocido como UFC Vegas 77 y UFC on ESPN 49) fue un evento de artes marciales mixtas producido por Ultimate Fighting Championship que tuvo lugar el 15 de julio de 2023 en las instalaciones del UFC Apex en Enterprise, Nevada, parte del área metropolitana de Las Vegas, Estados Unidos.

## Antecedentes
El combate de peso gallo femenino entre Holly Holm y Mayra Bueno Silva encabezó el evento.
Se rumoreó brevemente que un combate de peso wélter entre Rafael dos Anjos y Vicente Luque encabezaría el evento antes del anuncio del combate Holm/Bueno Silva. Sin embargo, el combate fue trasladado a UFC on ESPN: Luque vs. dos Anjos por razones desconocidas y encabezará ese evento.
Se esperaba que Jafel Filho y Juancamilo Ronderos se enfrentaran en un combate de peso mosca en este evento. Sin embargo, Ronderos se retiró debido a razones no reveladas y Filho fue reprogramado contra el recién llegado promocional Daniel Barez en UFC Fight Night: Aspinall vs Tybura una semana más tarde.
Se esperaba un combate de peso pesado entre Walt Harris y Josh Parisian para este evento. Sin embargo, el combate fue cancelado por la USADA debido a una posible violación de la política antidopaje por parte de Harris.

## Premios de bonificación
Los siguientes luchadores recibieron bonificaciones de $50000 dólares.
- Pelea de la Noche: Jack Della Maddalena vs. Bassil Hafez
- Actuación de la Noche: Mayra Bueno Silva y Francisco Prado